# Стефан Сивриоглу
Стефан Сивриоглу е български търговец и политик от XIX век, общински съветник във Варна след Освобождението.

## Биография
В края на XIX век заедно със своя брат Стефан Сивриоглу притежава склад за международна морска търговия с платове и колониални стоки във Варна. Сградата днес се употребява от администрацията на Областно управление „ПБЗН“, търговски фирми, а в нея се разполага и учебно-научен музей. Намира се на улица Доктор Заменхоф.
През 1880 г. Стефан Сивриоглу е избран за член на Варненския окръжен съдебен съвет, председателстван от Георги Велчев. На 6 април 1881 г. либералната партия печели местните избори триумфално след упорита агитация сред варненските гърци и турци. За общински съветници се състезават 43 кандидати, а Сивриоглу е избран със 155 гласа.